# Emanuel V. Towfigh
Emanuel Vahid Towfigh (* 15. Dezember 1978 in Essen) ist ein deutscher Rechtswissenschaftler, Inhaber des Lehrstuhls für Öffentliches Recht, Empirische Rechtsforschung und Rechtsökonomik an der Law School sowie Professor für Rechtsökonomik an der Business School der EBS Universität für Wirtschaft und Recht. 

## Werdegang
Towfigh studierte von 1997 bis 2002 Rechtswissenschaften an der Westfälischen Wilhelms-Universität Münster. Während seines durch die Studienstiftung des Deutschen Volkes geförderten Studiums führte ihn 1999/2000 ein von der Krupp-Stiftung geförderter Auslandsaufenthalt nach Nanjing, wo er seine Studien der Rechtswissenschaften und der chinesischen Sprache an der Nanjing University   und an der Nanjing Normal University (南京师范大学) fortsetzte. Nach der ersten juristischen Staatsprüfung wurde er wissenschaftlicher Mitarbeiter bei Janbernd Oebbecke am Kommunalwissenschaftlichen Institut der Universität Münster und dort zum Dr. iur. promoviert. Die Arbeit wurde von der Studienstiftung des Deutschen Volkes gefördert und mit dem Dissertationspreis 2005 der Universität Münster ausgezeichnet. Das Referendariat am LG Münster schloss er 2007 mit der zweiten juristischen Staatsprüfung ab.
Von 2007 bis 2016 war er am Max-Planck-Institut zur Erforschung von Gemeinschaftsgütern in Bonn als Senior Research Fellow unter Christoph Engel tätig, wo er sich die Forschungsfelder (Behavioral) Law & Economics und empirische Rechts- und Sozialforschung erschloss. In diese Zeit fallen auch Forschungsaufenthalte in den USA: 2011/12 war er Global Fellow und Hauser Research Scholar an der NYU School of Law, 2012/13 lehrte er als Visiting Professor of Law an der University of Virginia School of Law. Im Dezember 2014 habilitierte er sich an der Westfälischen Wilhelms-Universität Münster, es wurde ihm die Venia legendi für Öffentliches Recht und Rechtstheorie verliehen. Seine Habilitationsschrift wurde mit dem Preis zur Förderung des wissenschaftlichen Nachwuchses 2015 der Universitätsgesellschaft Münster ausgezeichnet.  
Es schlossen sich drei Lehrstuhlvertretungen an der Georg-August-Universität Göttingen (WS 2014/15), an der Westfälischen Wilhelms-Universität Münster (SoSe 2015) und an der Humboldt-Universität zu Berlin (WS 2015/16) an. Dem Max-Planck-Institut zur Erforschung von Gemeinschaftsgütern ist er als Research Affiliate nach wie vor verbunden.
Seit 2011 ist Towfigh Editor, seit 2016 Co-Editor-in-Chief des German Law Journal. Von 2011 bis 2016 war er Mitglied der Jungen Akademie an der Brandenburgischen Akademie der Wissenschaften und an der Deutschen Akademie der Naturforscher Leopoldina, 2014/15 auch als Sprecher des Präsidiums. Von 2018 bis 2020 war er Dekan der EBS Law School. Seit 2021 verbringt er als Distinguished Scholar in Residence zehn Wochen im Jahr an der Peking University School of Transnational Law. Er ist Gründungsmitglied der Experteninitiative Religionspolitik.

## Forschung
Seine Forschungsschwerpunkte liegen in der inter- und intradisziplinären Governance-Forschung, die seine Interessen am Staats- und Verfassungsrecht, an Demokratie und Demokratietheorie, am Religionsverfassungsrecht, Parteienrecht, Kommunalrecht und Europarecht sowie am Gesellschaftsrecht und am Recht öffentlicher Unternehmen verbindet. Er arbeitet dogmatisch, rechtsvergleichend und mit ökonomischen, insbesondere empirischen Methoden.

## Weitere Tätigkeiten
Seit 2008 ist Towfigh Mitglied des Gesellschafterausschusses der Freudenberg & Co. KG und des Aufsichtsrats der Freudenberg SE. Daneben ist er als Rechtsanwalt zugelassen und Geschäftsführer der Treuhand Weinheim Rechtsanwalts- und Steuerberatungsgesellschaft mbH. Als Mitglied des Nationalen Geistigen Rates der Bahá’í-Gemeinde in Deutschland war Towfigh wesentlich mit dem erfolgreichen Verfahren zur Erlangung des Körperschaftsstatus betraut. Von 2014 bis 2016 war Towfigh geschäftsführender Gesellschafter der Latest Thinking GmbH, einem Startup im Bereich der Wissenschaftskommunikation. 

## Privates
Towfigh ist Sohn eines iranischen Einwanderers und einer deutschen Mutter, verheiratet und hat zwei Kinder.

## Schriften (Auswahl)
- Smartbook Grundrechte, Ein hybrides Lehrbuch mit 67 Lernvideos, Nomos, Baden-Baden 2022  (gemeinsam mit Alexander Gleixner), (online verfügbar unter https://www.nomos-elibrary.de/10.5771/9783748911197/smartbook-grundrechte?page=1)
- Kommentierung des Art. 21 GG (gemeinsam mit Jan Keesen und Jacob Ulrich), in: Kahl/Waldhoff/Walter (Hrsg.), Bonner Kommentar zum Grundgesetz, C.F.Müller, Heidelberg 2020, 488 Seiten, erschienen mit der 205. Aktualisierung (Juli 2020)
- Das Parteien-Paradox. Ein Beitrag zur Bestimmung des Verhältnisses von Demokratie und Parteien, Reihe Ius Publicum, Bd. 244, Mohr Siebeck, Tübingen 2015 (zugl. Habil., Universität Münster, Dezember 2014) ISBN 978-3-16-153697-7 (online verfügbar unter  DOI 10.1628/978-3-16-153698-4)
- Ökonomische Methoden im Recht, Eine Einführung für Juristen, Reihe Mohr Lehrbücher, 3. Auflage, Tübingen 2023 (gemeinsam mit Niels Petersen) ISBN 978-3-16-162345-5 (online verfügbar unter DOI 10.1628/978-3-16-162345-5)
- Die rechtliche Verfassung von Religionsgemeinschaften: Eine Untersuchung am Beispiel der Bahai, Reihe Ius Ecclesiasticum, Bd. 80, Mohr Siebeck, Tübingen 2006 (2. Auflage 2022) (zugl. Diss., Universität Münster, Juli 2005) ISBN 978-3-16-148847-4 (2. Auflage online verfügbar unter DOI 10.1628/978-3-16-160961-9)
- Do direct-democratic procedures lead to higher acceptance than political representation? (gemeinsam mit Sebastian Goerg, Andreas Glöckner, Philip Leifeld, Aniol Llorente-Saguer, Sophie Bade, Carlos Kurschilgen), Public Choice, Vol. 167 (2016), Issue 1-2, S. 47–65.
- Geschlechts- und Herkunftseffekte bei der Benotung juristischer Staatsprüfungen (gemeinsam mit Christian Traxler, Andreas Glöckner), Zeitschrift für Didaktik der Rechtswissenschaft (ZDRW) 2018, Heft 2, S. 115 (online verfügbar unter https://www.nomos-elibrary.de/10.5771/2196-7261-2018-2-115/geschlechts-und-herkunftseffekte-bei-der-benotung-juristischer-staatspruefungen-jahrgang-5-2018-heft-2?page=1)
- Komplexität und Normenklarheit — oder: Gesetze sind für Juristen gemacht, Der Staat 48 (2009), Heft 1, S. 29–73.